# Pont del Molí de Canet
El pont del Molí de Canet és una pont de Clariana de Cardener (Solsonès) inclòs a l'Inventari del Patrimoni Arquitectònic de Catalunya.

## Situació
Es troba a 1,7 km al nord del nucli de Clariana i a 2,5 km. aigües avall de la presa de l'embassament de Sant Ponç, sobre el Cardener, i a prop de les cases del Molí de Canet.

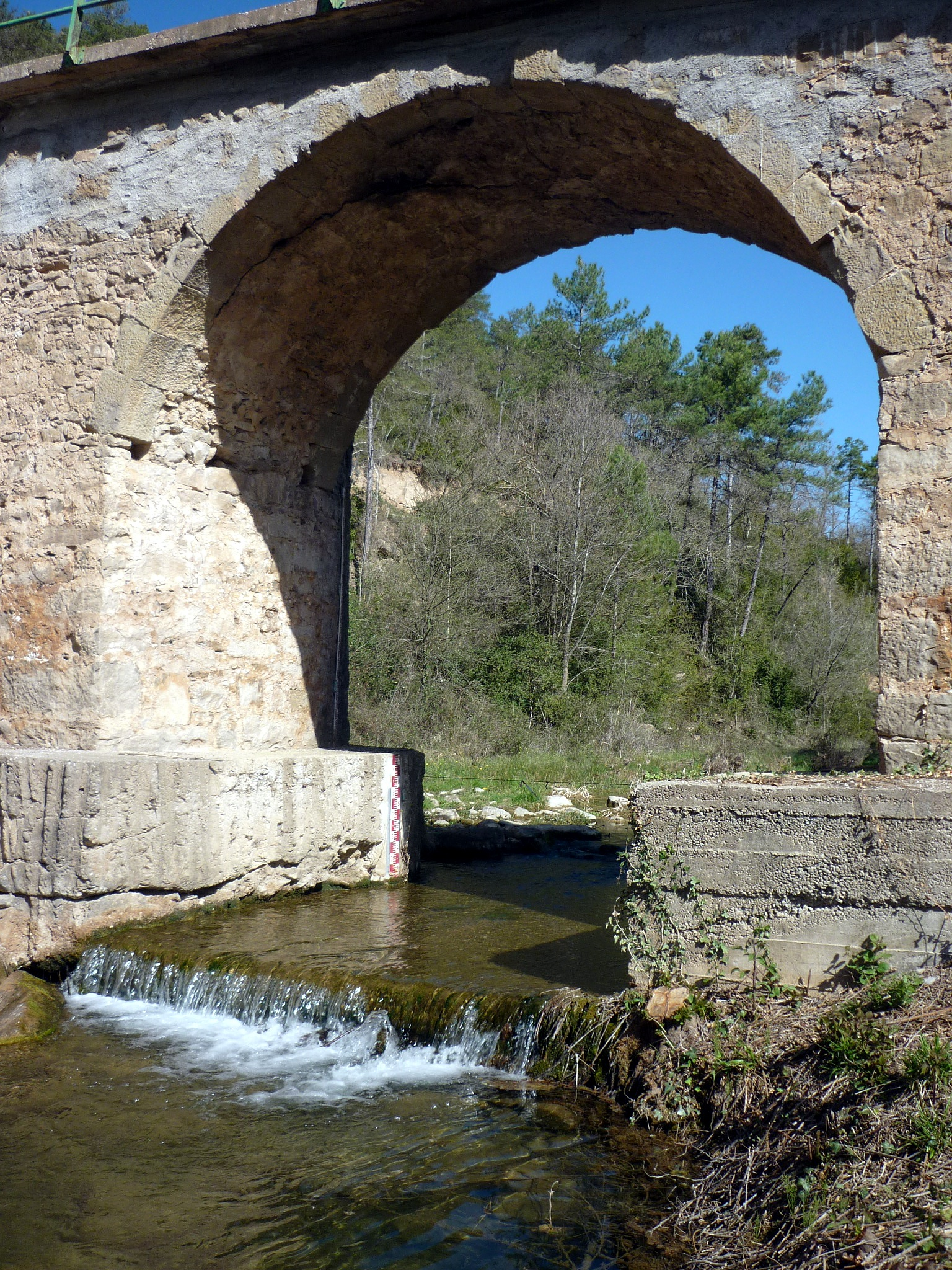
Ull central

S'hi va des de la carretera de Manresa (C-55). Al nucli de Clariana (41° 56′ 04″ N, 1° 37′ 26″ E / 41.934424°N,1.623930°E) es pren la carretera asfaltada direcció "Canet - Garrigó - Soler" que, en direcció nord, baixa a trobar el riu. Als 1,7 km. s'arriba al pont.

## Descripció
Pont medieval de 5 arcs, eixamplat per facilitar el pas de cotxes i tractors. Petita esquena d'ase. Té tallamars. Passa per sobre el riu Cardener, afluent per l'esquerra del Llobregat.